# Oona Kauppi
Oona Kauppi, född 19 juli 1997 i Tammerfors i Birkaland, är en finländsk innebandyspelare. Oona Kauppi har spelat fotboll i Ilves Tammerfors i damligan  sedan 2015 och spelat innebandy i Koovee sedan 2011. Oona Kauppi är tvillingsyster med Veera Kauppi, och de har alltid spelat i samma klubbar i både fotboll och innebandy.